# Arthur Mendel
Arthur Mendel (n. 1872, Iași - d. 1945) a fost un gravor și pictor român-evreu.

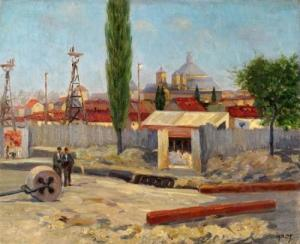
Peisaj din București

Arthur Mendel a studiat la München cu pictorul Heinrich Zügel, specializat în pictura animalieră. Sub influența acestuia, Mendel a abordat și el această temă, subiectul său preferat fiind păsările de curte, în special gâștele, pe care le evocă cu deosebită precizie și finețe, într-o serie de gravuri în acvaforte și pointe sèche.
Opera sa grafică cuprinde desene în diferite tehnici, pasteluri și gravuri reprezentând portrete, scene cu personaje și peisaje, care ilustrează mai ales lumea citadină a începutului de secol din diferite spații culturale pe care le-a străbătut în numeroasele călătorii pe care le-a întreprins și de unde s-a întors și cu o serie de desene cu peisaje orientale.
Mai multe dintre lucrările lui Arthur Mendel au intrat, în 1952, în colecția Muzeului Alexandre Saint-Georges, iar altele, potrivit Repertoriului graficii românești din secolul al XX-lea, făceau parte din Tezaurul românesc restituit de URSS în 1956 și se află astăzi în patrimoniul Muzeului Național de Artă al României.

## Expoziții
- A deschis expoziții personale în anii 1906, 1911, 1913, 1916.[2]
- A figurat în selecțiile Societății Tinerimea artistică, unde a expus portrete, scene animaliere, peisaje, în 1907, 1914, 1915, 1916, 1920, 1927.[2]
- A participat la expozițiile Saloanelor Oficiale din anii 1924, 1925, 1926.[2]

## Distincții
în 1921, Direcția generală a Artelor din Ministerul Cultelor și Artelor, a înaintat tabele cu funcționari ai săi, propuși spre decorare cu ocazia încoronării proiectate pentru acel an. La poziția 59 era înscris pictorul Artur Mendel cu propunerea „ofițer al Coroanei”. În iulie 1921, pictorul Artur Mendel a primit și o recomandare pentru „Bene Merenti cls. a Il-a”.

## Galerie imagini

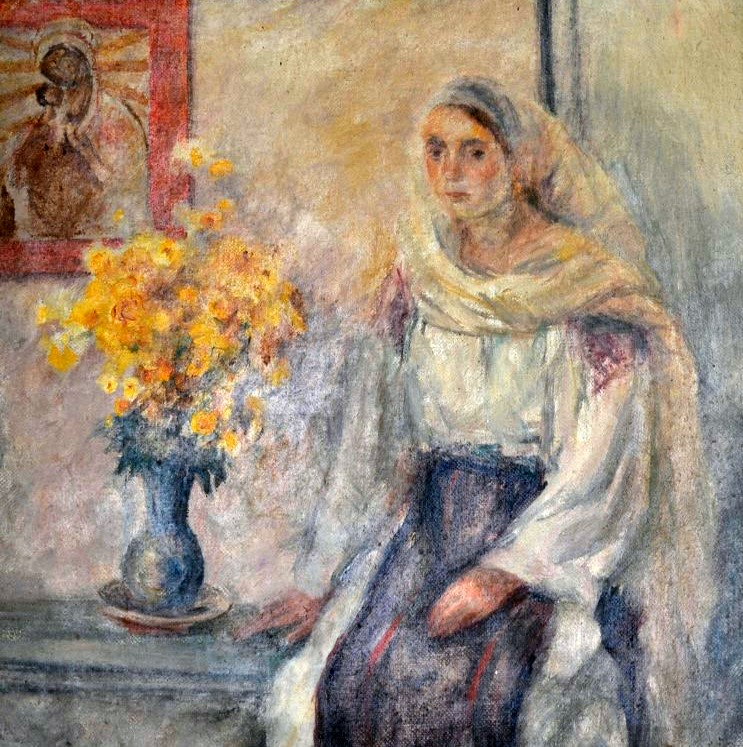
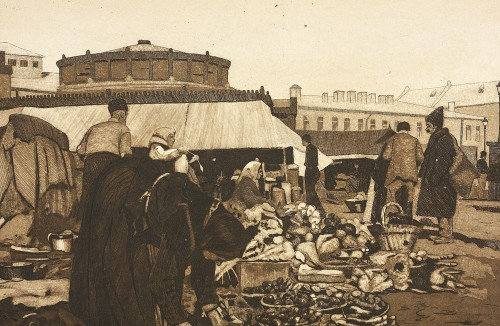
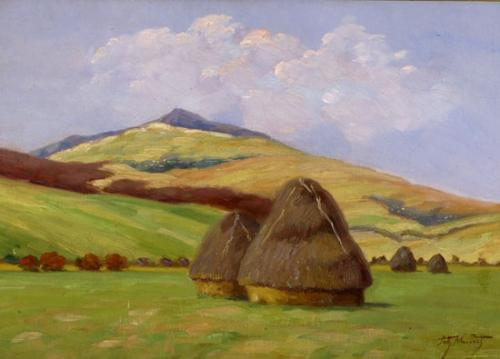
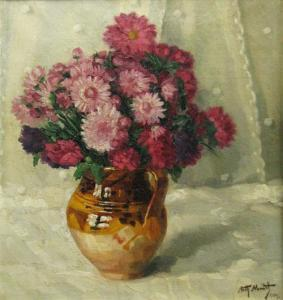
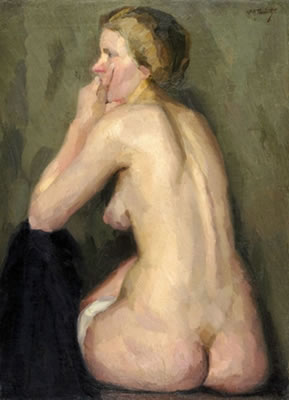
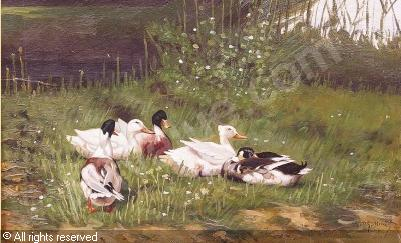